# Deksippos
Deksippos (gr. Δέξιππος, łac. Publius Herennius Dexippus, ok. 210 - 273) – mówca i historyk grecki z Aten. Reprezentował starą arystokrację ateńską. Syn Ptolemeusza, z rodu Keryków eleuzyjskich. Sprawował godność kapłana, pełnił także wysokie stanowiska urzędnicze. Brał udział w obronie Aten przed najazdem Herulów w 267 roku, gdzie odegrał znaczną rolę w wyzwoleniu zajętego miasta. 
Deksippos wzorował się na Tukidydesie, a z jego prac korzystali Jordanes i Zosimos. Focjusz ocenia styl Deksipposa następująco:

Autor pisze stylem czystym, lubi emfazę i wzniosłość, jest (mógłby ktoś powiedzieć) drugim Tukidydesem, a nawet pisze jaśniej, zwłaszcza w Dziejach Scytów

Wymienia trzy jego dzieła, które do naszych czasów zachowały się tylko we fragmentach:
- Historia Scytów (Skythika) - opis najazdu Germanów za cesarza Gordiana, w latach 238 - 270, .
- Historia diadochów (Ta met' Aleksandron) - składało się z 4 ksiąg, prawdopodobnie były to wyciągi z Arriana.
- Kronika (Chronike historia) - główne dzieło Deksipposa składające się co najmniej z 12 ksiąg. Dzieło obejmowało okres tysiąca lat, od czasów najdawniejszych aż do końca rządów cesarza Klaudiusza z przełomu roku 269/270 (dzieło kontynuował Eunapios[2][a]). Sięgnął także do chronologii egipskiej, wykazując jak jeden autor przepisywał od drugiego niewiarygodne rzeczy. Z okazji wydania dzieła postawiono autorowi pomnik na Areopagu, z którego zachował się napis:

Męstwem, słowami i radą, słynęli nieraz mężowie,
których Cekropsa gród wydał przez tyle już lat.
Jednym z nich Deksyp, co długie dzieje objąwszy spojrzeniem,
spisał je krótko, by tym prawdzie świadectwo swe dać.
Sam wiele rzeczy oglądał, o innych się z książek dowiedział
i na wszelaki szlak dziejopisarstwa się wdarł.
Sławny to mąż zaiste, co mądrze tysiączne spojrzenia
rzucał na czasów bieg, żeby wypadki ich znać.
Głośnym się echem po całej Helladzie rozniosła ta sława
świeżo rozkwitła jak kwiat, dzieje Deksyppa ten plon.
Więc by nie zostać w tyle, i syny ojca słąwnego
wznieśli mu posąg ten, swojej wdzięczności na znak